# Мирсада Емини-Асани
Мирсада Емини-Асани (на албански: Mirsada Emini-Asani, на македонска литературна норма: Мирсада Емини-Асани) е лекарка и политик от Северна Македония от албански произход.

## Биография
Родена е на 8 юли 1965 година в град Тетово, тогава във Социалистическа федеративна република Югославия, днес в Северна Македония. Завършва медицина и специализира гинекология.
В 2014 година е избрана за депутат от Демократичния съюз за интеграция в Събранието на Република Македония. В 2016 година отново е избрана за депутат.